# 佩内旺
佩内旺是奥地利上奥地利州韦尔斯兰县的一个市镇。总面积18平方公里，总人口865人，人口密度48.1人/平方公里（2005年）。